# 復華村
復華村，又名福華村，是一處已拆卸的平房區，沿著香港九龍龍山依山而建，屬於牛頭角徙置區（英語：Ngau Tau Kok Resettlement Area）的主要部份，在1951年設立，徙置事務處在1954年成立後，徙置區把名稱改為「牛頭角平房徙置區」，後簡稱「牛頭角平房區」。連接復華村的唯一道路取名為振華道。
早年東九龍地區與牛頭角一帶盡是荒涼山頭，在山谷中偶有幾戶農家。該地帶於1950年代初期已為當局規劃為徙置區，唯待開闢道路及水利設施供居民使用，復華村平房區於1951年11月設立，由瑪利諾女修會負責籌建，初期主要用作遷徙於1951年11月21日發生的東頭村火災災民，以解決迫切的住房需要，首批安置的居民163戶，共計600餘人，遷徙所需費用共計72,000港元，同時亦暫時收容不少因政治局勢影響而從中國大陸投奔到香港的「政治難民」。政府在開村初期辦理施飯，使災民不會因為飲食問題而阻礙建屋工作。
隨著平房區的開發，不少市民向當局申請到該平房區建屋，亦吸引商家到該處開設工廠，帶動附近一帶居民的就業機會，而居民亦為當時觀塘工業區的發展提供大量廉價勞動力。
復華村亦成為一批國民黨舊部在香港的聚居地，每年雙十節皆會籌辦慶祝活動。作為區內重要志願團體，瑪利諾女修會在村內興辦福利中心、小學、英文夜班、商科專修班、手藝訓練學校和健康中心等。
復華村內劃分為十區，沿重建前的振華道入村內見四條分路，其中一條可右轉經龍山道(已拆卸)到龍山毗鄰的復華遊樂場，再上是另一條路，可右轉經守仁徑進入功樂道，再上就可見到左右分岔，左轉可到村內唯一小學庇護十二學校，右轉則為七區，而九區和十區則較接近沈雲山配水庫。1970年代中期當局為配合「鱷魚山/振華道公共房屋計劃」，分三期將村內平房全部清拆，第一、二期拆遷第一至六區居民，房屋署於1979年9月去信七至十區居民通知第三期清拆行動，並進行賠償及安排入住公共房屋，大部份居民獲安排搬遷到公共屋邨如彩雲邨，順利邨及順安邨等，而原址闢建為公共屋邨樂華邨（原計劃稱為「牛頭角東邨」）及居屋樂雅苑，約於1982年至1985年間陸續落成。
平房區清拆後，鄰近以本村命名的遊樂場仍保留原稱。千禧年前後，康文署曾於場內進行更新及維修工程，工程完成後即更新場名作樂華遊樂場，故「復華村」一名已不存在。